# Caiac canoe la Jocurile Olimpice de vară din 2020 - K-1 feminin
Proba feminină de caiac K-1 de la Jocurile Olimpice de vară din 2020 a avut loc în perioada 25-27 iulie 2021 pe Kasai Canoe Slalom Centre. 
La această probă au participat 27 de sportive. Dintre acestea, 18 au fost selectate în urma Campionatului Mondial din 2019. Cinci locuri au fost distribuite după campionatele regionale, astfel încât fiecare dintre cele cinci zone să primească un loc. În plus față de acestea, țării gazdă, Japonia, i s-a alocat un loc. În plus, alte trei sportive au primit dreptul de a concura după ce au atins baremul impus. La această cursă a participat maximum o sportivă dintr-o țară. 

## Program
Orele sunt ora Japoniei (UTC+9) 
| Data                    | Timp  | Etapă             |
| ----------------------- | ----- | ----------------- |
| Duminică, 25 iulie 2021 | 13:00 | Calificări        |
| Marți, 27 iulie 2021    | 14:00 | Semifinale Finala |

## Rezultate
| Loc | Canotoare                 | Țară                       | Serii preliminare | Serii preliminare | Serii preliminare | Serii preliminare | Serii preliminare | Serii preliminare | Semifinală                   | Semifinală                   | Semifinală                   | Finală                       | Finală                       | Finală                       |
| Loc | Canotoare                 | Țară                       | 1a cursă          | Pen.              | A 2-a cursă       | Pen.              | Cel mai bun timp  | Ordine            | Timp                         | Pen.                         | Ordine                       | Timp                         | Pen.                         | Ordine                       |
| --- | ------------------------- | -------------------------- | ----------------- | ----------------- | ----------------- | ----------------- | ----------------- | ----------------- | ---------------------------- | ---------------------------- | ---------------------------- | ---------------------------- | ---------------------------- | ---------------------------- |
| 1   | Ricarda Funk              | Germania                   | 101,90            | 2                 | 101,56            | 0                 | 101,56            | 2                 | 103,96                       | 4                            | 3                            | 105,50                       | 0                            | 1                            |
| 2   | Maialen Chourraut         | Spania                     | 108,25            | 2                 | 105,13            | 0                 | 105,13            | 5                 | 107,92                       | 2                            | 7                            | 106,63                       | 0                            | 2                            |
| 3   | Jessica Fox               | Australia                  | 104,05            | 0                 | 98,46             | 0                 | 98,46             | 1                 | 105,85                       | 2                            | 1                            | 102,73                       | 4                            | 3                            |
| 4   | Stefanie Horn             | Italia                     | 109,82            | 2                 | 104,79            | 0                 | 104,79            | 4                 | 108,52                       | 0                            | 4                            | 104,93                       | 2                            | 4                            |
| 5   | Klaudia Zwolińska         | Polonia                    | 108,97            | 2                 | 110,46            | 0                 | 108,97            | 10                | 111,76                       | 0                            | 10                           | 104,98                       | 4                            | 5                            |
| 6   | Luuka Jones               | Noua Zeelandă              | 110,22            | 4                 | 101,72            | 0                 | 101,72            | 3                 | 106,97                       | 2                            | 5                            | 110,67                       | 0                            | 6                            |
| 7   | Martina Wegman            | Olanda                     | 113,29            | 2                 | 109,84            | 0                 | 109,84            | 12                | 108,74                       | 2                            | 8                            | 111,33                       | 0                            | 7                            |
| 8   | Viktoriia Us              | Ucraina                    | 120,09            | 2                 | 113,99            | 4                 | 113,99            | 17                | 109,53                       | 2                            | 9                            | 111,85                       | 0                            | 8                            |
| 9   | Eliška Mintálová          | Slovacia                   | 107,67            | 2                 | 117,55            | 10                | 107,67            | 8                 | 107,18                       | 0                            | 2                            | 108,36                       | 50                           | 9                            |
| 10  | Kimberley Woods           | Marea Britanie             | 109,63            | 2                 | 107,82            | 4                 | 107,82            | 9                 | 109,00                       | 0                            | 6                            | 121,09                       | 56                           | 10                           |
| 11  | Viktoria Wolffhardt       | Austria                    | 114,63            | 0                 | 112,28            | 0                 | 112,28            | 16                | 112,11                       | 0                            | 11                           | Nu a avansat în această fază | Nu a avansat în această fază | Nu a avansat în această fază |
| 12  | Evy Leibfarth             | Statele Unite ale Americii | 125,85            | 2                 | 111,70            | 2                 | 111,70            | 15                | 112,73                       | 0                            | 12                           | Nu a avansat în această fază | Nu a avansat în această fază | Nu a avansat în această fază |
| 13  | Ana Sátila                | Brazilia                   | 108,22            | 2                 | 106,82            | 0                 | 106,82            | 7                 | 114,62                       | 0                            | 13                           | Nu a avansat în această fază | Nu a avansat în această fază | Nu a avansat în această fază |
| 14  | Marie-Zélia Lafont        | Franța                     | 121,48            | 6                 | 110,25            | 2                 | 110,25            | 13                | 113,81                       | 2                            | 14                           | Nu a avansat în această fază | Nu a avansat în această fază | Nu a avansat în această fază |
| 15  | Kateřina Minařík Kudějová | Cehia                      | 107,87            | 0                 | 106,41            | 0                 | 106,41            | 6                 | 114,15                       | 2                            | 15                           | Nu a avansat în această fază | Nu a avansat în această fază | Nu a avansat în această fază |
| 16  | Mònica Dòria              | Andorra                    | 110,57            | 2                 | 110,54            | 4                 | 110,54            | 14                | 118,15                       | 0                            | 16                           | Nu a avansat în această fază | Nu a avansat în această fază | Nu a avansat în această fază |
| 17  | Alsu Minazova             | COR                        | 120,60            | 2                 | 115,39            | 4                 | 115,39            | 20                | 116,66                       | 4                            | 17                           | Nu a avansat în această fază | Nu a avansat în această fază | Nu a avansat în această fază |
| 18  | Naemi Brändle             | Elveția                    | 230,37            | 100               | 135,00            | 8                 | 135,00            | 24                | 117,91                       | 4                            | 18                           | Nu a avansat în această fază | Nu a avansat în această fază | Nu a avansat în această fază |
| 19  | Aki Yazawa                | Japonia                    | 129,87            | 8                 | 127,91            | 6                 | 127,91            | 22                | 124,73                       | 0                            | 19                           | Nu a avansat în această fază | Nu a avansat în această fază | Nu a avansat în această fază |
| 20  | Li Tong                   | China                      | 117,27            | 2                 | 114,36            | 2                 | 114,36            | 19                | 126,86                       | 4                            | 20                           | Nu a avansat în această fază | Nu a avansat în această fază | Nu a avansat în această fază |
| 21  | Sofía Reinoso             | Mexic                      | 132,89            | 4                 | 143,19            | 8                 | 132,89            | 23                | 132,34                       | 4                            | 21                           | Nu a avansat în această fază | Nu a avansat în această fază | Nu a avansat în această fază |
| 22  | Jane Nicholas             | Insulele Cook              | 150,17            | 2                 | 120,10            | 4                 | 120,10            | 21                | 138,84                       | 6                            | 22                           | Nu a avansat în această fază | Nu a avansat în această fază | Nu a avansat în această fază |
| 23  | Florence Maheu            | Canada                     | 114,29            | 0                 | 135,35            | 2                 | 114,29            | 18                | 148,37                       | 4                            | 23                           | Nu a avansat în această fază | Nu a avansat în această fază | Nu a avansat în această fază |
| 24  | Eva Terčelj               | Slovenia                   | 115,93            | 8                 | 109,11            | 2                 | 109,11            | 11                | 112,48                       | 50                           | 24                           | Nu a avansat în această fază | Nu a avansat în această fază | Nu a avansat în această fază |
| 25  | Yekaterina Smirnova       | Kazahstan                  | 180,46            | 52                | 135,25            | 6                 | 135,25            | 25                | Nu a avansat în această fază | Nu a avansat în această fază | Nu a avansat în această fază | Nu a avansat în această fază | Nu a avansat în această fază | Nu a avansat în această fază |
| 26  | Chang Chu-han             | Taipeiul Chinez            | 182,95            | 56                | 136,66            | 8                 | 136,66            | 26                | Nu a avansat în această fază | Nu a avansat în această fază | Nu a avansat în această fază | Nu a avansat în această fază | Nu a avansat în această fază | Nu a avansat în această fază |
| 27  | Celia Jodar               | Maroc                      | 171,38            | 14                | 258,46            | 108               | 171,38            | 27                | Nu a avansat în această fază | Nu a avansat în această fază | Nu a avansat în această fază | Nu a avansat în această fază | Nu a avansat în această fază | Nu a avansat în această fază |